# Fédération des coopératives funéraires du Québec
Pour l’article homonyme, voir Coopérative.
La Fédération des coopératives funéraires du Québec (FCFQ) est un mouvement de coopératives funéraires fondé en 1987 à Lévis (Québec).
Le mouvement compte environ 200 000 personnes membres au Québec dans une vingtaine de coopératives, celles-ci offrant leurs services dans une centaine de localités. On retrouve aussi des « coopératives associées » au Nouveau-Brunswick, en Nouvelle-Écosse, à l’Île-du-Prince-Édouard, en Ontario, en France (Nantes), aux États-Unis (Seattle), au Costa Rica (San José) et au Pérou (Lima).
Son assemblée générale est constituée de représentants de chacune des coopératives membres. Les décisions sont prises démocratiquement sur la base d'une coopérative égale un vote, peu importe son nombre de membres ou son chiffre d'affaires. Deux tables se réunissent quelques fois par année : celle des directeurs généraux pour échanger de l'information et assurer le suivi des mandats confiés par le conseil d'administration et celle des présidents afin d'assurer le suivi politique des dossiers de la Fédération,.

## Histoire
La première coopérative funéraire du Québec fut créée en 1942 à Château-Richer. 35 ans plus tard, en 1977, le Québec en comptait plus d’une quarantaine. L’implantation de ces coopératives étant alors facilitée par les liens qu’entretenaient la plupart des fondateurs avec leur paroisse, plusieurs d’entre elles installèrent leurs premières salles d’exposition dans les sous-sols d’églises ou dans les presbytères. Au début, les coopératives étaient un peu laissées à elles-mêmes. Plusieurs n’ont même jamais opéré. Isolées sur leur territoire, elles manquaient d’expérience et souhaitèrent alors se regrouper pour pouvoir s’entraider.

### Les débuts difficiles d'une fédération
À partir de 1974, un Comité provisoire des coopératives funéraires, qui fit place en 1981 à un Comité de coordination, jeta les bases de ce qui deviendra plus tard une fédération. La Fédération des coopératives funéraires du Québec tint son assemblée générale de fondation le 23 mai 1987 à Lévis. Près d’un mois plus tard, elle adhéra au Conseil de la coopération du Québec.
En avril 1989, le Mouvement Desjardins a accordé 140 000 $ pour que la Fédération puisse mettre sur pied une permanence. Un bureau fut ouvert au 4710, rue Saint-Ambroise à Montréal. Toutefois, malgré ce coup de pouce de Desjardins, malgré les efforts pour percer de nouveaux marchés et pour offrir de nouveaux services à ses membres, la Fédération a traversé une période difficile de 1989 à 1993. Les coopératives avaient tendance à opérer en vase clos et peu d’entre elles adhéraient à ces nouveaux services, ce qui conduisait la Fédération à devoir défrayer le manque à gagner pour pouvoir assumer les coûts inhérents à ces services. De plus, les coopératives membres, souvent en difficultés financières, commençaient à se retirer du réseau en refusant de payer leurs cotisations.
Réalisant que les coopératives funéraires ne pouvaient se passer d’un regroupement, trois d’entre elles acceptent de s’investir elles-mêmes davantage pour relancer le réseau et le restructurer. Ainsi, le directeur général de la Coopérative funéraire de l’Estrie (Alain Leclerc) devient le gestionnaire de la Fédération, soutenu par les directeurs généraux des coopératives de l’Outaouais (Francine Bélec) et du Saguenay (Bernard Domingue). De plus, Michel Marengo, ex-président de la Coopérative funéraire de l’Estrie, accepte de reprendre du collier et devient, en 1994, président de la Fédération.

### L'arrivée des multinationales
Au milieu des années 1990, les entreprises funéraires québécoises furent confrontées à des multinationales qui possèdent de puissants moyens financiers et des ressources humaines qui deviennent hors d’atteinte pour la majorité d’entre elles. Des compagnies comme Service Corporation International Canada (SCIS) et comme Stewart Enterprise, qui possèdent des centaines de résidences funéraires, de cimetières et de crématorium à travers le monde, mirent la main sur plusieurs entreprises québécoises (une quinzaine dans la seule année 1993). Depuis plusieurs générations, ce secteur économique était basé avant tout sur la propriété familiale. L’arrivée des multinationales a chambardé complètement l’industrie. À titre d’exemple, la maison funéraire montréalaise Urgel Bourgie, propriété de la famille Bourgie depuis près de 100 ans, est passée aux mains de Stewart Enterprise, en juin 1996, pour la somme de 135 millions de dollars. Pierre Bourgie, le président de la maison funéraire, raconte qu’il lui a fallu vendre la compagnie, car il ne trouvait plus le moyen d’accroître sa part de marché. Selon ses mots : « Chaque fois qu’il y avait des occasions d’acquisition, il y avait toujours un Américain qui arrivait avec un prix plus élevé ». D’ailleurs, « l’offre qui nous a été présentée était bien difficile à refuser », avoue-t-il. Avec l’acquisition d’Urgel Bourgie, Stewart Enterprise détenait soudainement plus de 20 % du marché funéraire québécois Ceci porta à plus de 40 % la part de marché contrôlée par des Américains. Aujourd'hui, Urgel Bourgie est cependant 100 % Québécois depuis que le Groupe Athos en est propriétaire.
Selon Michel Clément de la Direction des coopératives, « Tout le secteur est en train d’être acheté par les étrangers, particulièrement les Américains, et ça va avoir deux impacts : on va perdre un pan de notre économie, c’est quand même énorme. Et l’autre aspect c’est probablement qu’à moyen terme, le prix des funérailles va monter en flèche. Il y a un problème au niveau de l’économie du Québec, il y a un problème au niveau des consommateurs aussi ».

### Le vent tourne
Pour contrer cet envahissement, la Fédération décida de se lancer dans le marché et de procéder elle-même à des acquisitions, avec l’aide notamment du Mouvement Desjardins et d’Investissement-Québec. Ainsi, entre janvier 1997 et décembre 2000, la Fédération acquiert plus d’une quinzaine d’entreprises funéraires. Ces ajouts permettent la création de cinq nouvelles coopératives et sept autres réalisent des projets de développement. En quelques années, le réseau investit plus de 28 millions de dollars. Entre 1997 et 2002, grâce au plan de développement de la Fédération, le réseau faisait l'acquisition de trois ou quatre maisons funéraires par année.
De 1990 à 2005, le réseau coopératif augmente considérablement son influence au Québec. Le nombre de funérailles qu'il traite passe de 3 300 à près de 7 500. Sa part de marché monte de 7 % à 13,6 % et les actifs détenus par les coopératives sont quintuplés. Le réseau compte alors plus d'une centaine de points de services, qui regroupent plus de 140 000 membres. Le chiffre d'affaires annuel combiné des coopératives membres de la Fédération passe de 7,5 à 30 M$.
Mais malgré leurs succès, plusieurs coopératives traînent la réputation de donner des services bas de gamme, perception qui origine des premières années d'implantation des coopératives alors qu'elles faisaient appel principalement à des bénévoles. Elles étaient souvent perçues comme des entreprises qui desservaient les gens les plus pauvres de la société.  La Fédération entreprend donc de mousser les valeurs coopératives parmi ses membres. En même temps, elle met de l'avant l'idée qu'il faut offrir aux membres une variété de services complémentaires qui ne se retrouvent pas dans le marché privé, tels des produits d'information et d'éducation sur le monde funéraire et sur les rites et les procédés qui en découlent. L'objectif est de montrer que les coopératives sont des institutions humaines qui mettent leur priorité sur le soutien à la famille.
En 2012, la Fédération a organisé le premier Sommet international des coopératives et mutuelles funéraires. Ce Sommet, qui s'est tenu à Québec du 4 au 8 octobre, a réuni des représentants d'une trentaine d'organisations en provenance de 7 pays.

## Les services de la Fédération
Le fait de regrouper les coopératives funéraires permet de développer des services communs et de favoriser le développement coopératif dans le domaine funéraire. Voici des exemples des services offerts par la Fédération aux coopératives membres :
- Soutien auprès des nouvelles coopératives
- Groupements d'achats (assurances, cercueils…)
- Représentation auprès des instances coopératives et gouvernementales
- Services de consultation
- Formation et information auprès des membres et du personnel sur des thèmes reliés à la coopération et au domaine funéraire
- Veille concurrentielle et d'information
- Production de publications
- Organisation d'un congrès annuel
- Maintien et développement de sites Web et de systèmes informatiques dédiés

## Les coopératives membres au Québec
20 coopératives funéraires, réparties dans 13 régions du Québec, sont membres régulières de la Fédération et une en est membre auxiliaire :
| Bas-Saint-Laurent : - Coopérative funéraire des Eaux vives - Coopérative funéraire du Bas-Saint-Laurent                                      |
| Saguenay–Lac-Saint-Jean : - Alliance funéraire du Royaume - Coopérative funéraire du Fjord - Résidence funéraire Lac-St-Jean                 |
| Capitale-Nationale : - Coopérative funéraire de la Rive-Nord - Coopérative funéraire des Deux Rives                                          |
| Estrie : - Centre funéraire coopératif de la région de Coaticook - Centre funéraire coopératif du Granit - Coopérative funéraire de l'Estrie |
| Montréal : - Coopérative funéraire du Grand Montréal                                                                                         |
| Outaouais : - Coopérative funéraire de l'Outaouais                                                                                           |
| Abitibi-Témiscamingue : - Coopérative funéraire de l'Abitibi - Coopérative funéraire du Témiscamingue                                        |
| Côte-Nord : - Coopérative funéraire Haute-Côte-Nord - Manicouagan                                                                            |
| Chaudière-Appalaches : - Coopérative funéraire des Deux Rives - Coopérative funéraire de l'Amiante                                           |
| Laval : - Coopérative funéraire du Grand Montréal                                                                                            |
| Laurentides : - Coopérative funéraire Brunet - Coopérative funéraire des Laurentides                                                         |
| Lanaudière : - Coopérative de frais funéraires de Saint-Jean-de-Matha - Résidence funéraire de Lanaudière (membre auxiliaire)                |
| Montérégie : - Coopérative funéraire du Grand Montréal - Résidence funéraire Maska                                                           |

## Les coopératives membres horsQuébec
Les coopératives funéraires dont le siège social est à l'extérieur du Québec ont un statut de membres auxiliaires de la Fédération. Elles ont droit à tous les services de la Fédération, et ce, au même prix que les membres réguliers. Elles ne peuvent toutefois être ni déléguées, ni avoir le droit de vote lors de l'assemblée générale, mais conservent un droit de parole.
Actuellement, onze coopératives sont membres auxiliaires de la Fédération ; sept ont leur siège social au Canada, une en France, une aux États-Unis, une au Costa Rica et une au Pérou :
| Île-du-Prince-Édouard : - North Shore Funeral Co-operative - Central Queen's Funeral Co-op - East Prince Funeral Co-operative |
| Nouveau-Brunswick : - Coopérative funéraire Passage - Coopérative funéraire La Colombe                                        |
| Ontario : - Coopérative funéraire d'Ottawa - Timiskaming Funeral Cooperative                                                  |
| France : - Centre funéraire coopératif de Nantes                                                                              |
| États-Unis (État de Washington) : - People's Memorial Funeral Cooperative                                                     |
| Costa Rica : - Corporación de Servicios Múltiples del Magisterio Nacional                                                     |
| Pérou : - Los Olivos Funerales                                                                                                |